# 카지미르 말레비치
카지미르 세베리노비치 말레비치(러시아어: Казимир Северинович Малевич, 1879년 2월 23일 ~ 1935년 5월 15일)는 러시아의 화가이다.
키예프에서 출생하였고, 초기의 수업은 인상파 및 포비슴에서 출발하였으나 1912년 파리로 나와 퀴비슴을 접하여 결정적인 영향을 받았다. 1913년 백지(白紙)에 검은 정방형만 그린 작품을 발표하여 화제를 일으켰고, 이 작품을 계기로 하여 감각의 궁극을 탐구하는 쉬프레마티슴의 길을 개척해 나갔다. 1915년 시인 블라디미르 마야콥스키의 협력으로 '쉬프레마티슴 선언'을 발표하여, 러시아 전위미술의 기수로서 활약하였다. 1919년에는 모스크바 미술학교의 교수가 되었고, 1921년에는 레닌그라드 미술학교의 초청을 받았다. 1926년 그는 단기간 독일에 머물렀는데 귀국 후에 문화정책을 변경한 당국에 의하여 공직서 추방당하였고, 그 이후는 오직 실용미술(제도·직물·벽지)의 분야에만 종사하다가 1935년 레닌그라드에서 사망하였다.

## 주요 작품

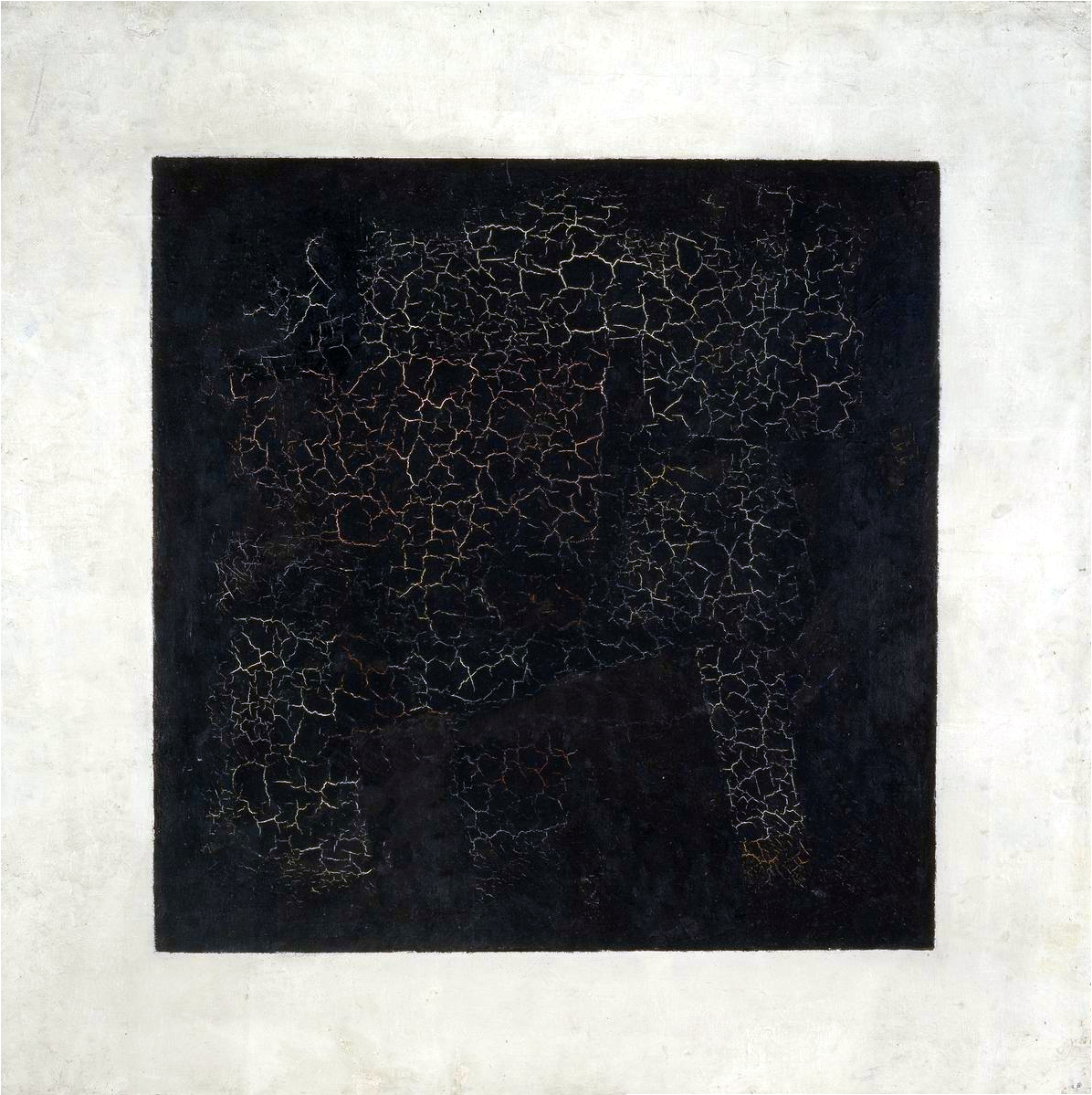
〈검은 사각형〉, 1915년
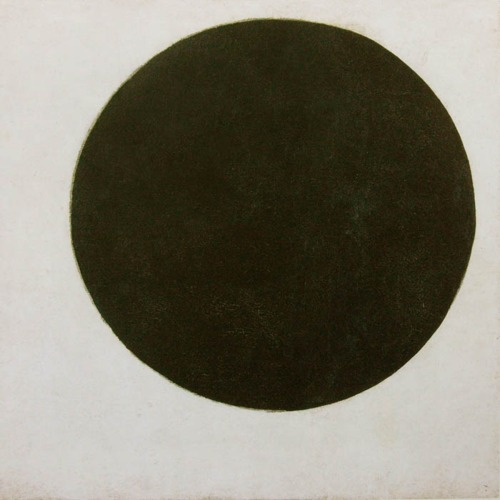
〈검은 원〉, 1924년
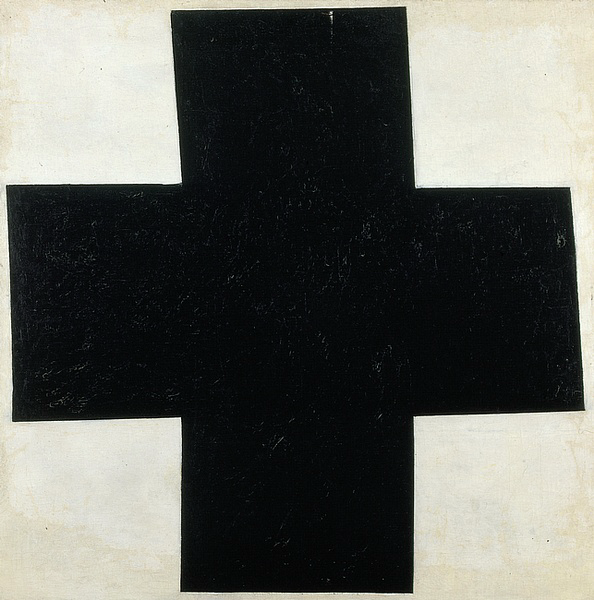
〈검은 십자가〉, 1915년
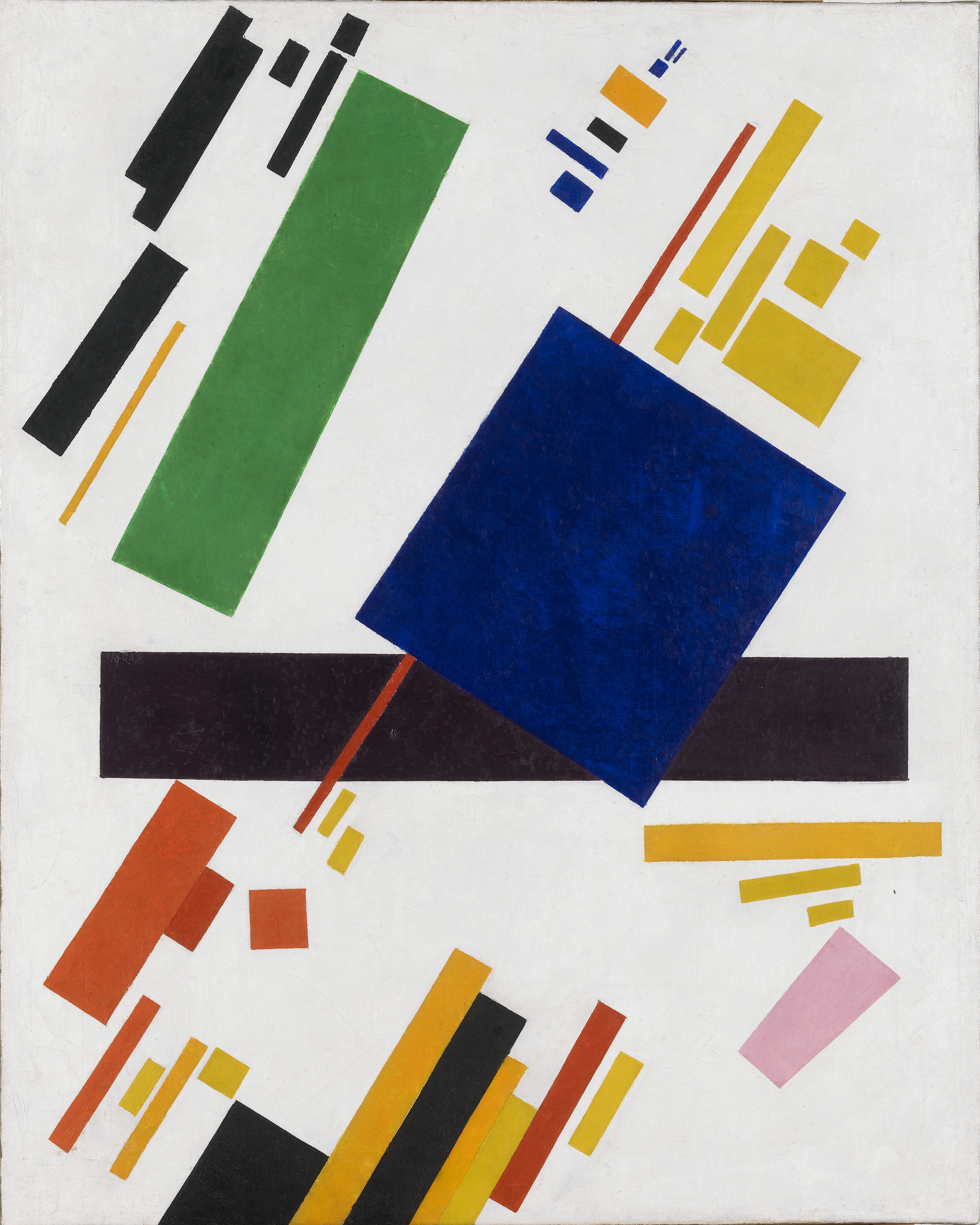
절대주의 추상
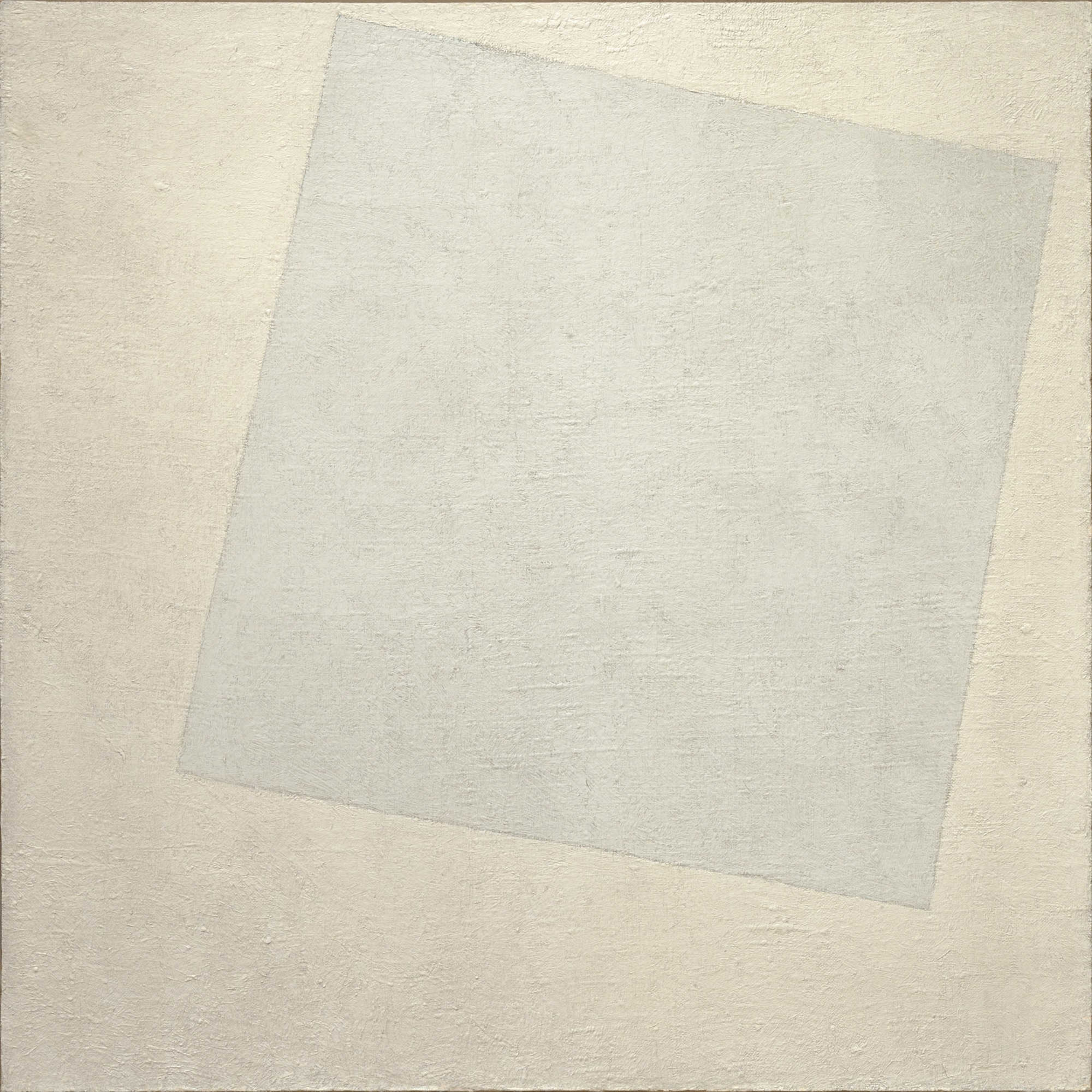
White on White

## 같이 보기
- UNOVIS

## 참고 문헌
- 이 문서에는 다음커뮤니케이션(현 카카오)에서 GFDL 또는 CC-SA 라이선스로 배포한 글로벌 세계대백과사전의 내용을 기초로 작성된 글이 포함되어 있습니다.